# Оріхівська сільська рада (Малоритський район)
51°38′14″ пн. ш. 23°59′45″ сх. д. / 51.63722° пн. ш. 23.99583° сх. д.
Орі́хівська сільська́ ра́да (біл. Арэ́хаўскі сельсавет) — адміністративно-територіальна одиниця у складі Малоритського району, Берестейської області Білорусі. Адміністративний центр сільської ради — село Оріхове.

## Географія
Оріхівська сільська рада розташована на крайньому південному заході Білорусі, на південному заході Берестейської області, на південь від обласного та південний захід від районного центрів. На північному заході вона межує із Олтушською, на північному сході — із Хотиславською сільськими радами (Малоритський район), а на південному сході та півдні — із Волинською областю (Україна).
Найбільша річка, яка протікає територією сільради — Рита (62 км), ліва притока Мухавця (басейн Західного Бугу→Вісли) та її притока Малорита (30 км). Найбільше озеро, яке розташоване на кордоні із Олтушською сільською радою — Оріхівське (4,6 км²). Територія сільської ради порізана густою сіткою меліоративних каналів (басейн Рити→Мухавця).
Найвища точка сільської ради становить 170,8 м над рівнем моря і розташована за 1,5 км на південь від села Перевись.

## Історія
- Сільська рада була утворена 12 жовтня 1940 року у складі Малоритського району Брестської області.
- 25 грудня 1962 року Малоритський район був ліквідований, а Оріхівська сільська рада була передана до складу Брестського району.
- 6 січня 1965 року район був відновлений і сільська рада була повернута до його складу.

## Склад сільської ради
До складу Оріхівської сільської ради входить 6 населених пунктів, із них всі села.
| Населений пункт | Статус | Населення, осіб (2009) | Координати                                                            |
| --------------- | ------ | ---------------------- | --------------------------------------------------------------------- |
| Оріхове         | село   | 665                    | 51°38′22″ пн. ш. 23°57′17″ сх. д. / 51.63944° пн. ш. 23.95472° сх. д. |
| Добре           | село   | 22                     | 51°39′39″ пн. ш. 24°3′2″ сх. д. / 51.66083° пн. ш. 24.05056° сх. д.   |
| Дрочеве         | село   | 213                    | 51°36′8″ пн. ш. 23°59′4″ сх. д. / 51.60222° пн. ш. 23.98444° сх. д.   |
| Зелениця        | село   | 41                     | 51°39′16″ пн. ш. 23°59′6″ сх. д. / 51.65444° пн. ш. 23.98500° сх. д.  |
| Перевись        | село   | 32                     | 51°36′59″ пн. ш. 23°53′59″ сх. д. / 51.61639° пн. ш. 23.89972° сх. д. |
| Перове          | село   | 94                     | 51°38′26″ пн. ш. 24°3′24″ сх. д. / 51.64056° пн. ш. 24.05667° сх. д.  |

## Населення
За переписом населення Білорусі 2009 року чисельність населення сільської ради становила 1067 осіб.

### Національність
Розподіл населення за рідною національністю за даними перепису 2009 року:
| Національність              | Осіб | Відсоток |
| --------------------------- | ---- | -------- |
| білоруси                    | 984  | 92,22 %  |
| українці                    | 67   | 6,28 %   |
| росіяни                     | 13   | 1,22 %   |
| татари                      | 1    | 0,09 %   |
| національність не визначена | 1    | 0,09 %   |
| національність не вказана   | 1    | 0,09 %   |
| Разом                       | 1067 | 100 %    |